# Biển lửa
Biển lửa là một phim truyện nhựa về đề tài chiến tranh của điện ảnh Việt Nam do Hãng phim truyện Việt Nam sản xuất vào năm 1964. Bộ phim do NSND Phạm Kỳ Nam và NGND Lê Đăng Thực đồng đạo diễn dựa trên kịch bản của nhà văn Phù Thăng.

## Nội dung
Bộ phim được xây dựng dựa trên một sự kiện có thật trong chiến tranh Việt Nam khi miêu tả lại cuộc chiến của quân dân Việt Nam tấn công sân bay Cát Bi trong Chiến dịch Điện Biên Phủ, trong đó hình ảnh Tỉnh đội trưởng Đặng được lấy nguyên mẫu từ Trung tướng Đặng Kinh – người chỉ huy đã làm nên tên tuổi từ trận chiến này.

## Diễn viên
- Hà Văn Trọng vai Phương.[2]
- Trịnh Thịnh vai Chu.[3]
- Huy Công vai Tỉnh đội trưởng.[4]
- Đoàn Dũng vai Toàn.[5]
- Thanh Tú vai Thảo.[6]
- Anh Thái vai Bất.
- Lê Công Hùng vai Trung tá Rought.
- Ngọc Lan vai vợ Chu.[7]
- Lân Bích vai Minh.[8]

## Sản xuất
Nhà văn Phù Thăng vốn là một cán bộ quân đội, đã từng cho ra đời nhiều tác phẩm về bộ đội bao gồm truyện ngắn và truyện dài. Ông đã mất 2 năm để hoàn thành kịch bản miêu tả lại trận Cát Bi trong Chiến dịch Điện Biên Phủ. Biển lửa là tác phẩm văn học điện ảnh đầu tay của Phù Thăng được lấy cảm hứng từ thực tế khi ông tham gia trận Cát Bi với vai trò lính trinh sát. Chuẩn bị từ năm 1964 và hoàn thành vào năm 1966, bộ phim có sự tham gia của hai đạo diễn là Phạm Kỳ Nam và Lê Đăng Thực, nhà quay phim Nguyễn Khánh Dư, họa sĩ Lê Thanh Đức và nhạc sĩ Trọng Bằng. Khi thực hiện bộ phim này, Phạm Kỳ Nam đã có nhiều kinh nghiệm với phim truyện, trong khi Lê Đăng Thực chỉ vừa tốt nghiệp Đại học Điện ảnh Liên Xô (VGIK) và lần đầu tham gia làm phim.
Đây cũng là thời điểm Phạm Kỳ Nam gặp được nữ diễn viên Thanh Tú – người sau này trở thành vợ thứ hai sau này của ông. Trước khi nhận được vai chính điện ảnh đầu tiên trong Biển lửa, Thanh Tú đã tốt nghiệp Đại học Sân khấu Hà Nội và đầu quân về công tác tại Nhà hát Kịch Hà Nội. Đây là bộ phim tạo bước đệm để bà tham gia vào ngành điện ảnh. Năm 1966, bộ phim hoàn thành, sau đó không lâu thì Phạm Kỳ Nam kết hôn cùng Thanh Tú.

## Công chiếu và đón nhận
Biển lửa được xem là bộ phim có công tác thiết kế kỹ thuật công phu nhất, hiệu quả nhất về mặt tạo hình tính đến thời điểm bấy giờ. Đoàn làm phim không chỉ dựng lên một sân bay giả cỡ lớn trong trường quay, có sở chỉ huy, có máy bay cất cánh và hạ cánh, mà còn tiến hành cải tạo hàng chục máy bay dân dụng của quân đội Việt Nam thành máy bay quân sự của Pháp để làm mồi cho các chiến sĩ đặc công đốt phá. Tất cả đã được họa sĩ Lê Thanh Đức khắc họa với trình độ nghệ thuật tinh vi để đạt được mức độ chân thực nhất. Tại Liên hoan phim Việt Nam lần đầu tiên được tổ chức tại Hà Nội năm 1970, bộ phim đã giành được Bông sen Bạc.

## Giải thưởng và đề cử
| Năm  | Lễ trao giải                      | Hạng mục             | Đối tượng đề cử | Kết quả      | Nguồn  |
| ---- | --------------------------------- | -------------------- | --------------- | ------------ | ------ |
| 1970 | Liên hoan phim Việt Nam lần thứ 1 | Phim truyện điện ảnh | —               | Bông sen bạc | [ 15 ] |